# ليزا هايدون
ليزا هايدون (بالإنجليزية: Lisa Haydon)‏ (مواليد 17 يونيو 1986) هي ممثلة وعارضة أزياء هندية، اشتهرت بعملها في الأفلام الكوميدية والدراما.

## حياتها شخصية
كانت هايدون في علاقة مع كاران 2005-2014.
وهي راقصة تدريب وتدرب مع دافار لمدة خمس سنوات.

## أفلام
| سنة  | فليم          | دور          | لغة  |
| ---- | ------------- | ------------ | ---- |
| 2010 | Aisha         | آرتي مينون   | هندى |
| 2011 | Rascals       | دوللي        | هندى |
| 2014 | Queen         | فيجايالاكشمي | هندى |
| 2014 | The Shaukeens | أهانا        | هندى |
| 2016 | Housefull 3   | جامنا/جيني   | هندى |

## وصلات خارجية
- ليزا هايدون على موقع IMDb (الإنجليزية)
- ليزا هايدون على موقع قاعدة بيانات الفيلم (الإنجليزية)
- ليزا هايدون على موقع كينوبويسك (الروسية)